# Pokémon Mystery Dungeon: I portali sull'infinito
Pokémon Mystery Dungeon: I portali sull'infinito (ポケモン不思議のダンジョン マグナゲートと∞迷宮?, Pokemon Fushigi no Dungeon: Magnagate to Mugendai Meikyū, lett. "Pokémon Mystery Dungeon: Magnagate e il labirinto infinito") è un videogioco della serie Pokémon per Nintendo 3DS. È il primo titolo della serie Pokémon Mystery Dungeon in cui compaiono Pokémon di quinta generazione.
I Pokémon iniziali disponibili sono Pikachu, Snivy, Tepig, Oshawott e Axew. Alcuni Pokémon che rivestono un ruolo nella trama sono Dunsparce, Espeon e Umbreon. Nel videogioco sono presenti i Pokémon leggendari Virizion, Keldeo e Meloetta.

## Trama
Come nei precedenti capitoli della serie Pokémon Mystery Dungeon, un ragazzo viene trasformato in Pokémon e viene trasportato in un'altra dimensione. I Pokémon iniziali disponibili sono quelli elencati sopra e sono in numero decisamente minore rispetto a quelli degli altri titoli. Una volta attribuito il protagonista, è poi possibile scegliere un compagno. Parte della storia ruota attorno alla creazione del Poképaradiso, un luogo in cui è possibile costruire negozi, strutture, orti, dedali, etc. Qui si incontreranno anche alcuni Pokémon leggendari come Victini e Meloetta.

## Modalità di gioco
Come negli altri capitoli della serie, anche qui i dungeon che presentano uno scontro o comunque un nemico da combattere alla fine sono divisi in due o più parti, intervallate tra loro da corridoi in cui è possibile depositare e ritirare soldi e strumenti, oltre che salvare il gioco.
Nei dungeon, a volte, sono presenti le Onde-V (chiamate così dal nome del pokémon Victini), che possono modificare in vari modi la composizione stessa del luogo.
Alcuni dungeon possono non avere un numero fisso di piani e cambiarlo continuamente in base a varie cause. Un esempio è il dungeon Foresta dei Colori, in cui dopo aver attraversato un certo numero di piani, la squadra si ritrova in un'ampia radura da cui si diramano alcuni sentieri; in base al sentiero che si decide di prendere, e in base alla missione ed alle Onde-V, il dungeon prenderà una certa piega.
Dal menu principale del gioco, inquadrando oggetti tondi tramite l'opzione "Scopri un metaportale", si attiveranno i cosiddetti "metaportali", che trasporteranno una squadra composta da un massimo di 4 pokémon scelti a caso nel team di gioco in un dungeon composto casualmente.

## Accoglienza
Pokémon Mystery Dungeon: I portali sull'infinito ha ricevuto recensioni contrastanti. IGN ha affermato che "Pokémon Mystery Dungeon: I portali sull'infinito fallisce sia come Pokémon che come Mystery Dungeon, e raggiungere il suo contenuto più corposo richiede ore e ore di noia. Le sue profonde funzionalità supplementari non possono superare il fatto che il suo gioco (...) sembra così annacquato da essere completamente inutile" e riassumendolo come "cattivo". Anche GameSpot ha recensito negativamente il gioco, commentando "L'esplorazione noiosa e semplicistica dei dungeon trascina Pokémon Mystery Dungeon: I portali sull'infinito nella mediocrità". GamesRadar ha affermato che ci sono "momenti di divertimento da vivere con il gioco, in particolare quando la narrazione fa il suo passo, ma con poca varietà nelle missioni che affronterai e nessuna reale profondità del combattimento, l'esperienza invecchia molto rapidamente". Tuttavia, Destructoid ha dato un punteggio di 8/10, notando la difficoltà molto più semplice rispetto ai giochi precedenti e lodando il gioco per la sua grafica.
Il gioco ha venduto 374 000 copie in Giappone a gennaio 2013 e 298 000 copie negli Stati Uniti a settembre 2013.